# Will’s Coffee-house
Will’s Coffee-house war ein Café in London, das bis 1712 bestand. Bekannt wurde es als Treffpunkt von Literaten.
Wann genau Will’s Coffee-house gegründet wurde, ist nicht bekannt. 1670 bestand es bereits. Das Café befand sich in der Bow Street (nach anderen Angaben in der Russell Street), in Covent Garden neben dem alten King’s Theatre und wurde von William Urwin betrieben. Berühmt wurde das Café dadurch, dass es der im England von Charles II. führende Schriftsteller John Dryden zu seinem Stammlokal machte und sich dort mit anderen Autoren der Restaurationszeit regelmäßig traf.
1700, nach Drydens Tod verlor Will’s rasch an Bedeutung. Richard Steele schrieb am 8. April 1709 im Tatler: „Dieser Ort hat sich seit Mr. Drydens Zeit sehr verändert. Sah man einst Lieder, Epigramme und Satiren in jedermanns Hand, sieht man dort heute nur noch die Spielkarten.“
1712 schloss das Café. Die Literaten waren zuvor schon abgewandert in das gegenüber liegende Button’s Coffee-house.

## Bekannte Gäste
- Joseph Addison
- William Congreve
- John Dryden
- Alexander Pope
- Richard Steele
- Jonathan Swift